# 청일면
청일면(晴日面)은 강원특별자치도 횡성군 북쪽에 위치한 면이다. 넓이는 133.67km2이고, 인구는 2016년 기준으로 2,398명이다.

## 연혁
- 조선시대 : 개나리라 불림
- 조선시대 말기 : 청일면으로 개칭
- 1910년 : 11개 법정리로 행정구역 설정
- 1973년 : 갑천면에서 4개리 편입, 6개리가 갑천면으로 편입

## 행정 구역
| 법정리 | 한자명 | 행정리                    | 비고            |
| ------ | ------ | ------------------------- | --------------- |
| 갑천리 | 甲川里 | 갑천1리, 갑천2리          |                 |
| 고시리 | 古時里 | 고시리                    |                 |
| 봉명리 | 鳳鳴里 | 봉명리                    |                 |
| 속실리 | 粟實里 | 속실리                    |                 |
| 신대리 | 新垈里 | 신대리                    |                 |
| 유동리 | 柳洞里 | 유동1리, 유동2리, 유동3리 | 면사무소 소재지 |
| 유평리 | 楡坪里 | 유평리                    |                 |
| 초현리 | 草峴里 | 초현리                    |                 |
| 춘당리 | 春堂里 | 춘당1리, 춘당2리          |                 |